# Jiaodontus
Genre
Jiaodontus est un genre éteint de poissons cartilagineux de l’ordre également éteint des Hybodontiformes. 

## Systématique
Le genre Jiaodontus a été créé en 2010 par Stefanie Klug (d), Thomas Tütken (d), Oliver Wings (d), Hans-Ulrich Pfretzschner (d) et Thomas Martin (d) avec pour espèce type Jiaodontus montaltissimus,.

## Présentation
Les restes fossiles ont été mis au jour dans le Xinjiang, une province du Nord-Est de la Chine. Ces espèces vivaient lors de l’Oxfordien.

## Liste des espèces
Selon Paleobiology Database (31 juillet 2022) :
- † Jiaodontus montaltissimus Klug et al., 2010 − espèce type
- † Jiaodontus vedenemus Klug et al., 2010

## Étymologie
Le nom générique, Jiaodontus, dérive du chinois jiāo, « requin », et du grec ancien ὀδόντος, odóntos, « dent ».

## Publication originale
- (en) Stefanie Klug, Thomas Tütken, Oliver Wings, Hans-Ulrich Pfretzschner et Thomas Martin, « A Late Jurassic freshwater shark assemblage (Chondrichthyes, Hybodontiformes) from the southern Junggar Basin, Xinjiang, Northwest China », Palaeobiodiversity and Palaeoenvironments, Springer Nature et Springer Science+Business Media, vol. 90, no 3,‎ 31 juillet 2010, p. 241-257 (ISSN 1867-1594 et 1867-1608, DOI 10.1007/S12549-010-0032-2, lire en ligne).